# 壓製玻璃

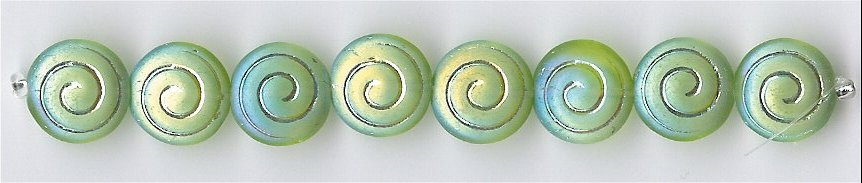
壓製玻璃珠

壓製玻璃是一種利用活塞將融化了的玻璃壓入模具中來製成的玻璃，由美國發明家 John P. Bakewell 於1825年首次取得專利，用來製作家具的球形手把。
這項技術於1820年代開始在美國發展起來，並且於1830年時在歐洲（尤其是法國、波希米亞、瑞典等地）開始發展。19世紀中期，大量價格低廉的量產玻璃器皿被壓製了出來。嘉年華玻璃亦為壓製玻璃的一種類型。
此一技術亦被用來製作珠子。

## 另見
- 千花